# Ensuès-la-Redonne
Ensuès-la-Redonne [ɑ̃sɥɛs la ʁədɔn] est une commune française située dans le département des Bouches-du-Rhône, en région Provence-Alpes-Côte d'Azur.

## Géographie
Les communes limitrophes sont  Carry-le-Rouet, Châteauneuf-les-Martigues, Gignac-la-Nerthe et Le Rove.

### Situation
Ensuès-la-Redonne appartient au canton de Châteauneuf-Côte-Bleue et à l'arrondissement d'Istres. Il se situe à 17,9 km de Marseille, à 4,4 km de Carry-le-Rouet et à 25,4 km d'Istres.
Le village est construit dans une cuvette et séparé de la côte par le plateau de Graffiane.
Sur le littoral de la Côte Bleue, plusieurs calanques, ports, criques ou abris se situent sur le territoire d'Ensuès-la-Redonne : la madrague de Gignac, la Redonne (et son port), les Figuières, les calanques du Petit Méjean et du Grand Méjean, etc. Une grande partie des terrains de la commune sont protégés par le Conservatoire du littoral, 80 % étant recouverts de garrigues.

### Communes limitrophes
| Châteauneuf-les-Martigues | Châteauneuf-les-Martigues Gignac-la-Nerthe | Le Rove          |
| Carry-le-Rouet            | Ensuès-la-Redonne                          | Le Rove          |
| Carry-le-Rouet            | Mer Méditerranée                           | Mer Méditerranée |

### Voies de communication et transports
Le village est longé par la route départementale 5, qui permet de joindre Marseille par le Rove et l'Estaque à l'est, Carry-le-Rouet et l'autoroute A55 à l'ouest.
Les calanques ne sont accessibles en voiture que par un embranchement de cette route, qui descend par le vallon de la Graffiane puis se faufile entre les reliefs rocheux de la côte.
La gare de La Redonne-Ensuès, qui domine la calanque de la Redonne, permet de rejoindre la Marseille-Saint-Charles en 25 minutes en moyenne (15 liaisons par jour en semaine), tout en profitant du spectacle de la Côte Bleue.

### Climat
Pour des articles plus généraux, voir Climat de Provence-Alpes-Côte d'Azur et Climat des Bouches-du-Rhône.
En 2010, le climat de la commune est de type climat méditerranéen franc, selon une étude du Centre national de la recherche scientifique s'appuyant sur une série de données couvrant la période 1971-2000. En 2020, Météo-France publie une typologie des climats de la France métropolitaine dans laquelle la commune est exposée à un climat méditerranéen et est dans la région climatique  Provence, Languedoc-Roussillon, caractérisée par une pluviométrie faible en été, un très bon ensoleillement (2 600 h/an), un été chaud (21,5 °C), un air très sec en été, sec en toutes saisons, des vents forts (fréquence de 40 à 50 % de vents > 5 m/s) et peu de brouillards. Sa localisation entre l'étang de Berre et la mer, entourée par des collines amène néanmoins régulièrement des brouillards et entrées maritimes très localisés.
Pour la période 1971-2000, la température annuelle moyenne est de 14,4 °C, avec une amplitude thermique annuelle de 16,2 °C. Le cumul annuel moyen de précipitations est de 590 mm, avec 6,2 jours de précipitations en janvier et 1,4 jours en juillet. Pour la période 1991-2020, la température moyenne annuelle observée sur la station météorologique de Météo-France la plus proche, « Marignane », sur la commune de Marignane à 7 km à vol d'oiseau, est de 15,9 °C et le cumul annuel moyen de précipitations est de 532,3 mm. 
La température maximale relevée sur cette station est de 39,7 °C, atteinte le 26 juillet 1983 ; la température minimale est de −16,8 °C, atteinte le 12 février 1956,,.
| Mois                                  | jan.             | fév.             | mars            | avril           | mai           | juin           | jui.            | août            | sep.            | oct.            | nov.            | déc.             | année      |
| ------------------------------------- | ---------------- | ---------------- | --------------- | --------------- | ------------- | -------------- | --------------- | --------------- | --------------- | --------------- | --------------- | ---------------- | ---------- |
| Température minimale moyenne (°C)     | 3,6              | 3,7              | 6,5             | 9,4             | 13,3          | 17,2           | 19,7            | 19,4            | 15,9            | 12,6            | 7,7             | 4,4              | 11,1       |
| Température moyenne (°C)              | 7,7              | 8,3              | 11,4            | 14,3            | 18,4          | 22,5           | 25,2            | 24,9            | 20,9            | 17              | 11,7            | 8,4              | 15,9       |
| Température maximale moyenne (°C)     | 11,8             | 12,8             | 16,4            | 19,3            | 23,5          | 27,9           | 30,7            | 30,5            | 25,9            | 21,3            | 15,7            | 12,4             | 20,7       |
| Record de froid (°C) date du record   | −12,4 07.01.1985 | −16,8 12.02.1956 | −10 07.03.1949  | −2,4 05.04.1935 | 0 01.05.1960  | 5,4 09.06.1932 | 7,8 04.07.1948  | 8,1 29.08.1924  | 1 25.09.1931    | −2,2 31.10.1941 | −5,8 11.11.1921 | −12,8 26.12.1940 | −16,8 1956 |
| Record de chaleur (°C) date du record | 19,9 19.01.07    | 22,5 17.02.22    | 25,4 28.03.1989 | 29,6 24.04.1947 | 34,9 24.05.09 | 39,6 28.06.19  | 39,7 26.07.1983 | 39,2 13.08.1922 | 34,3 05.09.1949 | 30,4 02.10.1997 | 25,2 05.11.1924 | 20,7 30.12.21    | 39,7 1983  |
| Ensoleillement (h)                    | 1 479            | 1 731            | 2 347           | 2 508           | 2 986         | 3 378          | 3 722           | 3 338           | 2 637           | 1 961           | 1 508           | 1 381            | 28 976     |
| Précipitations (mm)                   | 47,1             | 29,8             | 29,5            | 51,6            | 37,7          | 27,9           | 10,8            | 25,8            | 82              | 73,3            | 75,9            | 40,9             | 532,3      |

| Diagramme climatique                                  |             |             |             |              |              |              |              |            |              |             |             |
| J                                                     | F           | M           | A           | M            | J            | J            | A            | S          | O            | N           | D           |
| 11,83,647,1                                           | 12,83,729,8 | 16,46,529,5 | 19,39,451,6 | 23,513,337,7 | 27,917,227,9 | 30,719,710,8 | 30,519,425,8 | 25,915,982 | 21,312,673,3 | 15,77,775,9 | 12,44,440,9 |
| Moyennes : • Temp. maxi et mini °C • Précipitation mm |             |             |             |              |              |              |              |            |              |             |             |

Les paramètres climatiques de la commune ont été estimés pour le milieu du siècle (2041-2070) selon différents scénarios d'émission de gaz à effet de serre à partir des nouvelles projections climatiques de référence DRIAS-2020. Ils sont consultables sur un site dédié publié par Météo-France en novembre 2022.

## Urbanisme

### Typologie
Au 1er janvier 2024, Ensuès-la-Redonne est catégorisée bourg rural, selon la nouvelle grille communale de densité à 7 niveaux définie par l'Insee en 2022.
Elle appartient à l'unité urbaine d'Ensuès-la-Redonne, une unité urbaine monocommunale constituant une ville isolée,. Par ailleurs la commune fait partie de l'aire d'attraction de Marseille - Aix-en-Provence, dont elle est une commune de la couronne,. Cette aire, qui regroupe 115 communes, est catégorisée dans les aires de 700 000 habitants ou plus (hors Paris),.
La commune, bordée par la mer Méditerranée, est également une commune littorale au sens de la loi du 3 janvier 1986, dite loi littoral. Des dispositions spécifiques d’urbanisme s’y appliquent dès lors afin de préserver les espaces naturels, les sites, les paysages et l’équilibre écologique du littoral, tel le principe d'inconstructibilité, en dehors des espaces urbanisés, sur la bande littorale des 100 mètres, ou plus si le plan local d’urbanisme le prévoit.

### Occupation des sols
L'occupation des sols de la commune, telle qu'elle ressort de la base de données européenne d’occupation biophysique des sols Corine Land Cover (CLC), est marquée par l'importance des forêts et milieux semi-naturels (83,4 % en 2018), en diminution par rapport à 1990 (87,6 %). La répartition détaillée en 2018 est la suivante : 
milieux à végétation arbustive et/ou herbacée (63,1 %), espaces ouverts, sans ou avec peu de végétation (12,9 %), zones urbanisées (12,2 %), forêts (7,5 %), zones industrielles ou commerciales et réseaux de communication (2 %), zones agricoles hétérogènes (1,2 %), mines, décharges et chantiers (0,9 %), terres arables (0,2 %). L'évolution de l’occupation des sols de la commune et de ses infrastructures peut être observée sur les différentes représentations cartographiques du territoire : la carte de Cassini (XVIIIe siècle), la carte d'état-major (1820-1866) et les cartes ou photos aériennes de l'IGN pour la période actuelle (1950 à aujourd'hui).

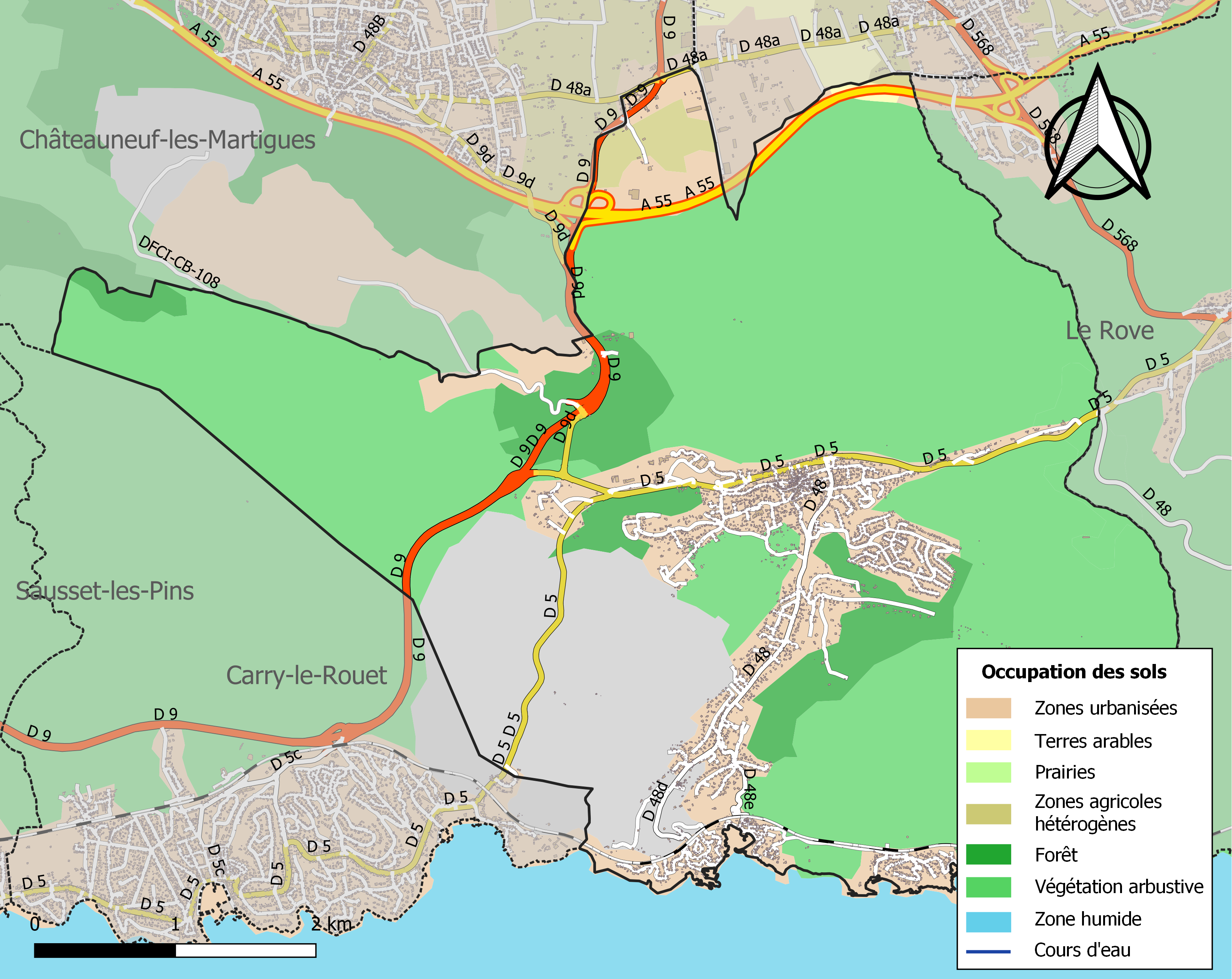
Carte des infrastructures et de l'occupation des sols de la commune en 2018 (CLC).

## Toponymie
En provençal le nom moderne est Ensuè,.
La Redonne est la francisation du provençal la Redouno,, soit "la Ronde", caractérisant soit la forme ancienne de la calanque soit celle de la petite colline qui la surplombe et que l'on retrouve dans la Calanque du Puy. Puy, püech etc. désignant des hauteurs.
La madrague, madrago en provençal, désigne le dispositif de pêche côtier au thon. Celui-ci circulait dans la Méditerranée toujours dans le même sens, proche des côtes et était intercepté par des filets partant de la côte vers la mer.
caucarrières : préfixe ligure kal/gal/kar/kra désignant la pierre, comme à Carry[réf. nécessaire]

## Histoire

### Antiquité
Des sépultures sous tuiles ont été découvertes sur le territoire d'Ensuès-la-Redonne ainsi que des amphores. Un petit dolmen a également été découvert plus récemment dans le vallon de Saint-Antoine. Quoique connu depuis longtemps par les habitants de la calanque, ce dernier n'avait jamais été recensé officiellement. Il porte désormais le nom de son inventeur : Gérard Chevé.

### XVesiècle: le hameau
Les premières apparitions du nom Ensuès se trouvent dans des écrits relatifs au rattachement de la Provence au royaume de France sous Louis XI de France aux alentours de 1481. Le village semblait alors occupé périodiquement par des bergers. C'est seulement en 1540 que le nom d'Ensuès apparaît dans la liste des paroisses dépendant du diocèse d'Aix-en-Provence.
On constate peu d'évolution au niveau du peuplement d'Ensuès-la-Redonne pendant plus de quatre siècles : 100 à 400 habitants y vivent.
Leurs moyens de subsistance ainsi que leur économie sont fondés sur les atouts méditerranéens : le climat permet la culture de l'olivier et de la vigne ainsi que l'élevage de chèvres et de porcs et la proximité de la mer rend possible le développement de la pêche.

### Une administration compliquée
Le hameau est en effet administrativement scindé en deux parties : alors que l'ouest est rattaché Chateauneuf-les-Martigues, l'est dépend de Gignac-la-Nerthe (jusqu'en 1835, date où Le Rove acquiert le statut de commune et prend en charge Ensuès-la-Redonne).
À la suite des difficultés de gestion occasionnées par cette dichotomie, l'accession d'Ensuès au rang de commune à part entière est demandée dès 1850.
Parallèlement, l'école tenue par des religieuses devient laïque en 1893 ; néanmoins, elles conservent l'éducation des filles. Elles sont congédiées en 1905. C'est en 1907 que sont créées deux écoles : une destinée aux filles, l'autre aux garçons.

### 16 mai1933: le village accède au statut de commune
Par décret du 16 mai 1933, la commune d'Ensuès-la-Redonne voit officiellement le jour. Les premières élections ont lieu en juin 1933 et Auguste Gouiran devient le premier maire du village. Le bâtiment abritant actuellement la Poste accueillit alors conjointement la mairie et le service des postes dès 1936.
En 1953 sont réunies l'école des filles et celle des garçons.

## Politique et administration

### Liste des maires
| Période                                  | Période   | Identité         | Étiquette | Qualité  |
| ---------------------------------------- | --------- | ---------------- | --------- | -------- |
| 1933                                     | 1945      | Augustin Gouiran |           |          |
| 1945                                     | 1947      | Auguste Lafon    |           |          |
| 1947                                     | 1953      | Augustin Gouiran |           |          |
| 1953                                     | 1979      | Adrien Ricaud    |           |          |
| 1979                                     | mars 2001 | André Vardaro    | SE        |          |
| mars 2001                                | mars 2008 | Marc Bernard     | PS        |          |
| mars 2008                                | en cours  | Michel Illac     | DVG       | Retraité |
| Les données manquantes sont à compléter. |           |                  |           |          |

## Population et société

### Démographie

#### Évolution de la population
L'évolution du nombre d'habitants est connue à travers les recensements de la population effectués dans la commune depuis 1936. Pour les communes de moins de 10 000 habitants, une enquête de recensement portant sur toute la population est réalisée tous les cinq ans, les populations de référence des années intermédiaires étant quant à elles estimées par interpolation ou extrapolation. Pour la commune, le premier recensement exhaustif entrant dans le cadre du nouveau dispositif a été réalisé en 2006.

En 2022, la commune comptait 5 796 habitants, en évolution de +5,71 % par rapport à 2016 (Bouches-du-Rhône : +2,48 %, France hors Mayotte : +2,11 %).
| 1936 | 1946 | 1954 | 1962  | 1968  | 1975  | 1982  | 1990  | 1999  |
| ---- | ---- | ---- | ----- | ----- | ----- | ----- | ----- | ----- |
| 503  | 436  | 704  | 1 041 | 1 192 | 1 699 | 2 204 | 3 029 | 4 544 |

| 2006  | 2011  | 2016  | 2021  | 2022  | - | - | - | - |
| ----- | ----- | ----- | ----- | ----- | - | - | - | - |
| 5 096 | 5 254 | 5 483 | 5 768 | 5 796 | - | - | - | - |

#### Pyramide des âges
La population de la commune est relativement jeune.
En 2018, le taux de personnes d'un âge inférieur à 30 ans s'élève à 32,5 %, soit en dessous de la moyenne départementale (35,3 %). À l'inverse, le taux de personnes d'âge supérieur à 60 ans est de 23,7 % la même année, alors qu'il est de 26,3 % au niveau départemental.
En 2018, la commune comptait 2 775 hommes pour 2 752 femmes, soit un taux de 50,21 % d'hommes, largement supérieur au taux départemental (47,76 %).
Les pyramides des âges de la commune et du département s'établissent comme suit.
| Hommes | Classe d’âge | Femmes |
| ------ | ------------ | ------ |
| 0,2    | 90 ou +      | 0,6    |
| 5,2    | 75-89 ans    | 7,0    |
| 17,5   | 60-74 ans    | 16,9   |
| 24,6   | 45-59 ans    | 24,7   |
| 18,4   | 30-44 ans    | 19,8   |
| 16,3   | 15-29 ans    | 14,1   |
| 17,8   | 0-14 ans     | 16,9   |

| Hommes | Classe d’âge | Femmes |
| ------ | ------------ | ------ |
| 0,8    | 90 ou +      | 1,9    |
| 7,6    | 75-89 ans    | 9,8    |
| 16,2   | 60-74 ans    | 17,2   |
| 19,7   | 45-59 ans    | 19,5   |
| 18,8   | 30-44 ans    | 18,6   |
| 18,4   | 15-29 ans    | 16,9   |
| 18,6   | 0-14 ans     | 16,1   |

### Manifestations culturelles et festivités
- Au mois de janvier a lieu tous les ans la fête de la Saint-Maur.

### Personnalités liées à la commune
En 1927 l'écrivain Blaise Cendrars a vécu plusieurs mois à La Redonne, dont il était tombé follement amoureux.
L'acteur français Édouard Baer possède aujourd'hui une résidence à Ensuès.
L'écrivain Raymond Dumay, 1916-1999, auteur du 1er Guide du Vin en 1967, y a vécu et y est décédé.

### Héraldique
| Armes d'Ensuès-la-Redonne | Blasonnement : D'azur au dauphin couché d'argent surmonté d'une étoile des Baux, de même au chef d'or à quatre pals de gueules. Les armes d'Ensuès-la-Redonne furent créées par Étienne Imbert en 1933,. |

Le dauphin signale la proximité de la mer. L'étoile des Baux fait référence à la fondation du village par des habitants de Chateauneuf-les-Martigues (qui dépendait alors du comté des Baux). Quant au chef d'or à quatre pals de gueules, il correspond aux armes de la Provence.

## Culture locale et patrimoine

### Lieux et monuments

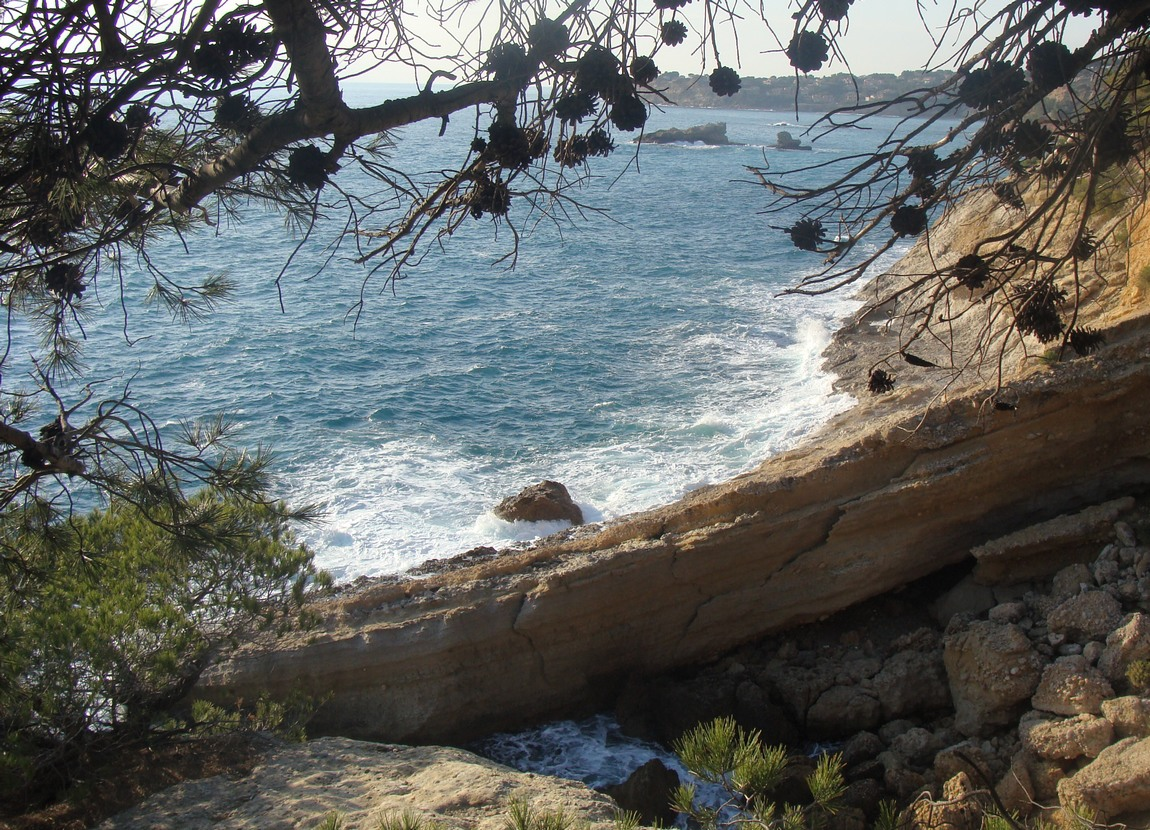
La calanque de l'Escalayole, entre la madrague de Gignac et la calanque des Eaux-salées.

- L'église Saint-Maur d'Ensuès-la-Redonne d'Ensuès a été construite de 1836 à 1839. C'est en 1854 qu'est érigé son clocher[27]. Hors les offices religieux réguliers, elle accueille de temps à autre des concerts (polyphonies corses en janvier 2005 par exemple[37]).
- La madrague de Gignac (appelée de Ginas au XVIIe siècle[38]), petit port voisin de la Redonne, bien abrité, entouré de villas. Comme les calanques voisines, l'accès y est réglementé pendant les périodes de grande fréquentation. Elle est le point de départ d'un sentier de promenade vers la calanque des eaux-salées et Carry-le-Rouet.
- Les grottes marines de Méjean sont accessibles par un sentier pédestre qui suit la côte depuis la Redonne.
- Les espaces de garrigue entourant la commune sont protégés par le Conservatoire du littoral.
- Le film La Villa de Robert Guédiguian y a été tourné[39].
- Une partie du film Azuro de Matthieu Rozé a été tournée dans la madrague de Gignac.